# UFC on Fuel TV: Mousasi vs. Latifi
UFC on Fuel TV: Mousasi vs. Latifi è stato un evento di arti marziali miste organizzato dalla Ultimate Fighting Championship che si è tenuto il 6 aprile 2013 all'Ericsson Globe di Stoccolma, Svezia.

## Retroscena
Il main match dell'evento avrebbe dovuto essere la sfida tra il beniamino di casa Alexander Gustafsson e il debuttante Gegard Mousasi, ma proprio Gustafsson diede forfait causa infortunio pochi giorni prima dell'incontro e venne sostituito con il compagno di squadra Ilir Latifi.

## Risultati

### Card preliminare
- Incontro categoria Pesi Welter:  Papy Abedi contro  Besam Yousef

Abedi sconfisse Yousef per decisione divisa (29-28, 28-29, 29-28).
- Incontro categoria Pesi Medi:  Tom Lawlor contro  Michael Kuiper

Lawlor sconfisse Kuiper per sottomissione (ghigliottina) a 1:05 del secondo round.
- Incontro categoria Pesi Welter:  Ben Alloway contro  Ryan LaFlare

LaFlare sconfisse Alloway per decisione unanime (30-27, 30-27, 30-27).
- Incontro categoria Pesi Piuma:  Marcus Brimage contro  Conor McGregor

McGregor sconfisse Brimage per KO Tecnico (pugni) a 1:07 del primo round.
- Incontro categoria Pesi Welter:  Chris Spång contro  Adlan Amagov

Amagov sconfisse Spång per decisione unanime (30-27, 30-27, 30-27).
- Incontro categoria Pesi Medi:  Tor Troéng contro  Adam Cella

Troéng sconfisse Cella per sottomissione (strangolamento da dietro) a 3:11 del primo round.
- Incontro categoria Pesi Leggeri:  Reza Madadi contro  Michael Johnson

Madadi sconfisse Johnson per sottomissione (strangolamento d'Arce) a 1:33 del terzo round.

### Card principale
- Incontro categoria Pesi Piuma:  Akira Corassani contro  Robbie Peralta

Corassani sconfisse Peralta per decisione unanime (30-27, 30-27, 29-28).
- Incontro categoria Pesi Piuma:  Diego Brandão contro  Pablo Garza

Brandão sconfisse Garza per sottomissione (triangolo di braccio) a 3:27 del primo round.
- Incontro categoria Pesi Gallo:  Brad Pickett contro  Mike Easton

Pickett sconfisse Easton per decisione divisa (28-29, 30-27, 30-27).
- Incontro categoria Pesi Massimi:  Matt Mitrione contro  Phil De Fries

Mitrione sconfisse De Fries per KO (pugni) a 0:19 del primo round.
- Incontro categoria Pesi Leggeri:  Ross Pearson contro  Ryan Couture

Pearson sconfisse Couture per KO Tecnico (pugni) a 3:45 del secondo round.
- Incontro categoria Pesi Mediomassimi:  Gegard Mousasi contro  Ilir Latifi

Mousasi sconfisse Latifi per decisione unanime (30-27, 30-27, 30-27).

## Premi
I seguenti lottatori sono stati premiati con un bonus di 60.000 dollari:
- Fight of the Night:  Brad Pickett contro  Mike Easton
- Knockout of the Night:  Conor McGregor
- Submission of the Night:  Reza Madadi